# 永沢徹
永沢 徹（ながさわ とおる、1959年 - ）は、弁護士。永沢総合法律事務所代表。栃木県足利市出身。

## 人物
企業法務を専門とし、M&A、保険法務、不動産法務などを得意とする。三洋証券、日本国土開発、東京生命保険等の破綻処理に従事。東京地方裁判所より、エステdeミロード、北部通信工業、ユニココーポレーション、小杉産業（現・コスギ）、太平洋クラブ、レナウン等の管財人に選任。M&Aに関する著作も多く、テレビ朝日「報道ステーション」、「サンデープロジェクト」等の法律解説も。

## 経歴
- 1977年 開成高等学校卒業
- 1977年 東京大学文科1類入学
- 1981年 司法試験合格
- 1982年 東京大学法学部第1類卒業
- 1984年 第一東京弁護士会登録
- 1984年 梶谷法律事務所（後の梶谷綜合法律事務所）入所
- 1995年 永沢法律事務所（後の永沢総合法律事務所）設立
- 2004年- 高島株式会社　社外監査役
- 2006年- ゼネラル株式会社　社外監査役
- 2007年- グリー株式会社監査役
- 2015年- 東邦ホールディングス株式会社　社外取締役
- 2015年- ランサーズ 株式会社(クラウドソーシング)　社外監査役
- 2016年- 株式会社めぶきフィナンシャルグループ　社外取締役

## ＣＤ
- 『中小企業も知っておきたいＭ＆Ａ活用法』アートデイズ　2009年